# Milichiella santacatalinae
Milichiella santacatalinae är en tvåvingeart som beskrevs av Irina Brake, 2009. Milichiella santacatalinae ingår i släktet Milichiella och familjen sprickflugor. Inom Milichiella tillhör arten gruppen Aethiops.

## Utbredning
Artens utbredningsområde är södra USA och norra Mexiko.

## Utseende
Milichiella santacatalinae har kroppslängden 2,8 mm och vinglängden 2,4 mm. Arten har gulaktiga känselspröt och gula halterer.